# Большая Покровка (Кемеровская область)
Больша́я Покро́вка — село в Тяжинском районе Кемеровской области. Входит в состав Новопокровского сельского поселения.

## География
Центральная часть населённого пункта расположена на высоте 231 м над уровнем моря.

## Население
| 2010 |
| ---- |
| 54   |

### Половой состав
По данным Всероссийской переписи населения 2010 года, в селе Большая Покровка проживало 54 человека (28 мужчин, 26 женщин).